# ちゃんネプ
『ちゃんネプ』は、2001年4月2日から2002年3月25日まで一部テレビ朝日系列局で放送されたテレビ朝日製作のバラエティ番組。
この項目では、2002年4月1日から同年9月23日まで同系列局で放送された後継番組『ちゃんネプ 恋するウフフ…』（ちゃんネプ こいするウフフ）についても触れる。

## 概要
ネプチューンがレギュラーを務めた深夜番組シリーズ。番組タイトルは"Channel Neptune" （チャンネル ネプチューン）の略である。
当初は、視聴者から投稿された企画をネプチューンの3人と各回のゲストが遂行するという内容で放送されていたが、後にその中から好評だった企画をいくつか選抜し、それらを週替わりで行うようになった。
その後、2002年4月の放送枠拡大を機に『ちゃんネプ 恋するウフフ…』と改題し、スタジオに女性30人を迎えての恋愛トーク主体の番組へとリニューアル。同時に河野明子（当時テレビ朝日アナウンサー）を新レギュラーに迎えたが、それから半年で番組は終了した。なお、最終回では総集編が放送されたが、その際に放送されたのは番組リニューアル前の企画のみで、リニューアル後の企画は放送されなかった。
番組の終了後、ネプチューンと本番組のスタッフ（制作会社を除く）は木曜深夜に放送の『銭形金太郎』を担当した。

## 放送時間
| 期間       | 期間       | 放送時間（日本時間）          |
| ---------- | ---------- | ----------------------------- |
| 2001年4月  | 2001年9月  | 月曜日 23:09 - 23:54（45分）  |
| 2001年10月 | 2002年03月 | 月曜日 23:15 - 翌0:00（45分） |
| 2002年04月 | 2002年09月 | 月曜日 23:15 - 翌0:10（55分） |

## 出演者

### ちゃんネプ
- 名倉潤（ネプチューン）
- 原田泰造（ネプチューン）
- 堀内健（ネプチューン）
- ほか

### ちゃんネプ 恋するウフフ…
- 名倉潤（ネプチューン）
- 原田泰造（ネプチューン）
- 堀内健（ネプチューン）
- 河野明子（当時テレビ朝日アナウンサー）
- ほか

## 主な企画

### ナンパ即Cバトル
視聴者から投稿された企画書では、ネプチューンの3人がそれぞれ一般女性をナンパし、いわゆる恋愛における「C」をしてくれるまでを目指すという内容だったが、倫理上非常に好ましくない内容であったため、実際には同じCでも「Cooking」、つまり女性に自分の家の冷蔵庫の中身だけで料理を作ってもらい、その出来栄えを競う企画として行われた。
後に、ドライブ (Drive) に連れていってもらうのを争う派生企画「ナンパ即Dバトル」も行われた。

### 出会い系鬼ごっこ
非常に広いエリアで行われていた鬼ごっこで、ネプチューンの3人がともに目隠しされた状態でバラバラの場所へ連れていかれるところから始まる。そして、PHSと交通費1000円だけを手に、互いに電子メールで連絡を取り合う。鬼役はビビる、もしくはさまぁ〜ずの三村マサカズとTIMのレッド吉田をリーダーとする全身黒タイツの軍団が務めた。連絡メールは1文字しか送信できないため、現在地や待ち合わせ場所を示すヒントになり得るような文字を送信する必要があった。さらに、メールを送信するたびに鬼側にメンバー全員の現在地（正確には、3人それぞれの現在地に最も近いPHSのアンテナの所在地）が強制的に晒される仕組みになっており、鬼たちはそれを手掛かりに捕まえに来る。
日没までに3人で再会できればネプチューンの勝ち、日没を迎えるか1人でも鬼に捕まってキスされたらゲームオーバー。

### 振り向きインパクトショー
この企画では、堀内が進行役を、名倉と原田にゲスト3人を加えた5人が解答者役を務めた。
解答者5人は、あらかじめ後ろ向き（ステージを背後にした状態）で待機。そして、背後のステージに来ている（と思われる）珍しい動物や懐かしの有名人、一芸を持った人物等のタイトルが発表される。5人は進行役の堀内のリアクションを聴き、それぞれ本当にお題の動物や人物が背後のステージにいるのか否かを予想する。実際にはいない場合もあり、その時の堀内は演技のリアクションで、さもその場にいるかのように解答者を騙していた。
合図の後、お題の動物や人物がいると思った者は振り向き、いないと思った者は後ろを向いたままでいる。実際にいた場合、振り向いた者はそのモノを見ることができるが、振り向かなかった者はそれを見ることができない。逆に実際にいなかった場合、振り向いた者には罰としてパイがぶつけられた（振り向かなかった者はお咎め無し）。実際にいなかった場合で全員が振り向かなかったら、騙せなかった堀内に罰としてパイがぶつけられた。

### 寝起きタイムショック
堀内がカップルの彼氏と一緒に彼女の寝起きを襲い、彼女が起きた瞬間にクイズを出題する企画。本家『クイズタイムショック』と同様に、1分間に12問のクイズを出題する。彼女が12問全て正解できれば、カップルに賞金100万円を進呈した。

### HIPバトル
「原田尻将軍」に扮した原田と水着姿の女性が尻相撲で対決する企画で、プール中央のかなり高所に置かれた土俵の上で行われていた。女性が負けてプールへ落下した場合、堀内をリーダーとするライフセイバー隊によって救助してもらえたが、その際にセクハラ紛いのことをしたりと不真面目だったりする。とどのつまり、前番組『おネプ!』で好評だった「ネプ投げ」を尻相撲の設定で焼き直した企画である。
「ネプ投げ」と同様に、名倉が進行役、原田が女性を攻撃する役、堀内がフォロー兼暴走役という役割分担がされていた。

### WHITE FAKE
芸能人をネタにしたトークで進行するゲーム企画で、ネプチューンの3人とゲストが参加。まず、お題の芸能人が発表された後、その人物の秘密・エピソードが書かれたカードが各人に1枚配られる。そして自分のカードに書かれた内容を他のプレイヤーに話すが、1人だけ真っ白なカードが渡されており、そのプレイヤーは白いカードが渡ったことが分からないよう、秘密・エピソードを捏造して話さないといけなかった。

### さまぁ〜ずクイズ・マジかよ!
さまぁ〜ずの三村が行う「お前かよ!」といった独特のツッコミが注目され始めた頃の企画。名倉が進行役を務める。三村が相方の大竹一樹とともに、偽企画として巣鴨地蔵通り商店街でのロケを行う。ロケ中に仕掛け人の大竹と街の人々が繰り出すボケに対し、事情を知らない三村がどうツッコむかを原田・堀内と女性ゲスト2名が予想する。第1問で、三村がツッコミを重ねるという傾向が判明したため、第2問からは解答を2個（最終問題は5個）書いてよいルールになった。偽ロケとクイズが同時進行しており、最終問題はクイズ会場に三村が連れてこられ、ネタばらしした時の反応を予想するものだった。
この企画は好評だったため、神奈川県厚木市の七沢温泉を舞台とする第2弾「さまぁ〜ずクイズ・またかよ!」も行われた。
| テレビ朝日系列 ネオバラエティ月曜日                                                                    | テレビ朝日系列 ネオバラエティ月曜日                        | テレビ朝日系列 ネオバラエティ月曜日                                                           |
| 前番組                                                                                                 | 番組名                                                     | 次番組                                                                                        |
| --- | ---------------------------------------------------------- | --------------------------------------------------------------------------------------------- |
| おネプ!                                                                                                | ちゃんネプ ↓ ちゃんネプ 恋するウフフ…                      | 内村プロデュース                                                                              |
| テレビ朝日 月曜23:09 - 23:15枠                                                                         |                                                            |                                                                                               |
| おネプ！ ※23:09 - 23:54                                                                                | ちゃんネプ （2001.4 - 9） 【ここまでネオバラエティ枠】     | ニュースステーション ※21:54 - 23:10 【1分拡大】世界の車窓から ※23:10 - 23:15 【82分繰り下げ】 |
| テレビ朝日 月曜23:15 - 23:54枠                                                                         |                                                            |                                                                                               |
| おネプ！ ※23:09 - 23:54                                                                                | ちゃんネプ ↓ ちゃんネプ 恋するウフフ… （2001.4 - 2002.9）  | 内村プロデュース ※23:15 - 翌0:10                                                              |
| テレビ朝日 月曜23:54 - 翌0:00枠                                                                        |                                                            |                                                                                               |
| あしたまにあ～な ※23:54 - 23:59 【6分繰り下げて継続】トゥナイト2 ※23:59 - 翌0:54 【6分繰り下げて継続】 | ちゃんネプ ↓ ちゃんネプ 恋するウフフ… （2001.10 - 2002.9） | 内村プロデュース ※23:15 - 翌0:10                                                              |
| テレビ朝日 火曜0:00 - 0:10（月曜深夜）枠                                                               |                                                            |                                                                                               |
| あしたまにあ～な ※0:00 - 0:06 【10分繰り下げて継続】トゥナイト2 ※0:06 - 1:01                           | ちゃんネプ 恋するウフフ… （2002.4 - 9）                    | 内村プロデュース ※前日23:15 - 0:10                                                            |

| スタブアイコン | サブスタブ | この項目は、まだ閲覧者の調べものの参照としては役立たない、テレビ番組に関連した書きかけの項目です。この項目を加筆・訂正などしてくださる協力者を求めています（P:テレビ/PJ:放送または配信の番組）。 |